# Wallber Virgolino
Wallber Virgolino da Silva Ferreira, também conhecido como Delegado Wallber Virgolino (Pombal, 15 de outubro de 1978) é um policial civil, professor e político brasileiro, filiado ao Partido Liberal (PL). Atualmente exerce o mandato de deputado estadual pelo estado da Paraíba.
Foi eleito pela primeira vez nas eleições de 2018 ao cargo de deputado estadual, com 48.053 votos pelo partido Patriotas e em 2020 nas eleições municipais de João Pessoa ficou em 4º lugar com 50.801 votos ao se candidatar para prefeito de João Pessoa, capital da Paraíba. Nas eleições de 2022, Wallber foi eleito novamente deputado estadual pela Paraíba com 49.419 votos (2,20% dos votos válidos).

## Biografia
Nascido em 15 de outubro de 1978, no município de Pombal localizado no interior do estado da Paraíba, Wallber Virgolino é um delegado de polícia civil do estado da Paraíba, bacharel em direito e especialista em segurança pública, direito penal e processual penal e em ciências criminais, em gestão pública e prisional e especialista em inteligência policial.
Ao longo de sua carreira Wallber Virgolino já exerceu diversos cargos como, delegado seccional de polícia civil da região do brejo paraibano, delegado da delegacia de homicídios e proteção a pessoa, delegado do Grupo de Operações Especiais da Polícia Civil (GOE), corregedor do Detran-PB, secretário de administração da prefeitura de Coremas-PB, secretário de administração penitenciária da Paraíba, já no Rio Grande do Norte foi secretário de justiça e cidadania.
Considerado por muitos como um policial de perfil "linha dura" e rústico, Wallber ganhou grande notoriedade por suas declarações enérgicas contra criminosos, em entrevistas e reportagens, também por suas ações policiais resultando em prisões, desarticulação de grupos criminosos e gestão da administração penitenciária e gestão na secretária de justiça e cidadania.

Wallber Virgolino já foi entrevistado em rede nacional pelo apresentador Thaíde, em 2015 no programa A Liga, quando o programa fez uma série chamada "Crônicas do Presídio" mostrando o cotidiano dos presos e dos policiais penais dentro dos presídios. Wallber também já foi entrevistado em rede nacional pelo jornalista Roberto Cabrini, em 2017 no programa Conexão Repórter, quando o programa fez uma matéria sobre a rebelião ocorrida na Penitenciária de Alcaçuz localizada no Rio Grande do Norte, onde morreram vários detentos que entraram em conflito entre si por guerra de facções rivais, acertos de contas e disputa pelo tráfico de drogas do lado de fora dos presídios.